# Административно-территориальная реформа в Казахстане (1997)
Административно-территориальная реформа в Казахстане (22 апреля 1997 г.) прошла по инициативе президента РК Назарбаева. Закон «О мерах по оптимизации административно-территориального устройства Республики Казахстан» привёл к следующим изменениям: Кокшетауская область была разделена между Акмолинской и Северо-Казахстанской областями, Талды-Курганская область вошла в состав Алматинской с центром в г. Талды-Курган; Тургайская область вошла в состав Кустанайской; Джезказганская область вернулась в состав Карагандинской, а Семипалатинская вошла в состав Восточно-Казахстанской. Данная реформа получила неоднозначные оценки среди политологов и аналитиков в странах СНГ, в основном за пределами Казахстана. Так, многие аналитики, в том числе казахстанские, усматривали в перекройке границ попытку размыть сложившийся этнический баланс между преимущественно русскими и преимущественно казахскими областями, в пользу последних. Сама перекройка границ не поменяла структуру расселения этносов мгновенно, но создала для этого благоприятные условия, учитывая высокую миграционную активность урбанизирующихся казахов внутри республики и их высокий естественный прирост.

## Последствия
Так, после включения преимущественно казахской Семипалатинской области в состав Восточно-Казахстанской, доля казахов в ней поднялась до 48,5 %, а русских опустилась до 45 %. После укрупнения Северо-Казахстанской области, доля русских в ней сократилась с 65 % до 49,8 %. В укрупнённых Карагандинской и Акмолинской областях доли русских и казахов почти сравнялись (43 % и 37 % соответственно). Наиболее заметным стала перекройка границ Кустанайской области, силуэт которой приобрёл причудливую форму за счёт присоединения преимущественно казахской Тургайской области на юге. Таким образом, после реформы в Казахстане не осталось регионов с явным преобладанием русского населения. Параллельно произошла официальная казахизация русскоязычной топонимики. В самой республике последствия реформы также были неоднозначными: после утраты статуса областного центра Тургайской области, значительная часть жителей покинула г. Аркалык.